# Eden (film 2014)

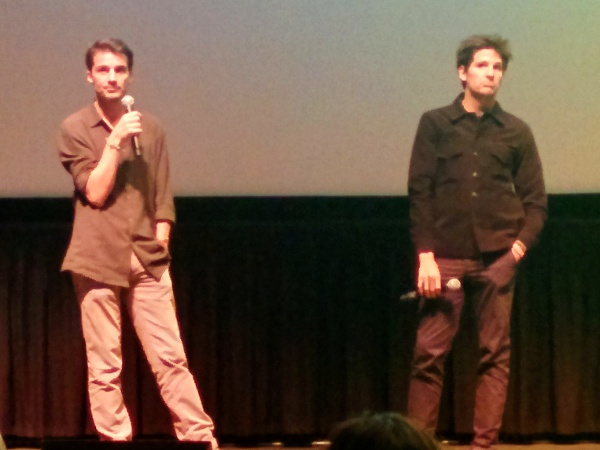
Sven Hansen-Løve e Félix de Givry

Eden è un film del 2014 diretto da Mia Hansen-Løve.

## Trama
Il film segue l'ascesa e la caduta di Paul, un DJ che ha aperto la strada al French house - un tipo di musica dance elettronica che è diventato ampiamente popolare nel 1990.
In un momento in cui i rave dominano l'epoca, Paul è attirato dal sound del garage house di New York. Non passa molto tempo prima che si formi un duo di DJ chiamato Cheers e i suoi amici formano il gruppo Daft Punk. Insieme cadono a capofitto nel mondo della droga, sesso e musica.

## Produzione
Le riprese del film sono iniziate nel mese di novembre 2013 per poi completarsi alla fine del gennaio 2014.

## Colonna sonora
10 novembre 2014 – AA.VV., Eden, CD (doppio), Hamburger Records Sony Music France B00OAKTEQM, Francia, 41 canzoni

## Distribuzione
Il film è stato presentato in anteprima al Toronto International Film Festival 2014, nella sezione Special Presentations.

Viene distribuito nelle sale francesi a partire dal 19 novembre 2014.
In Italia arriva a partire dal 13 agosto 2015 in un numero limitato di sale.

## Accoglienza
- AlloCiné : media della critica della stampa 3/5 e media della critica del pubblico 2,44/5[4].
- MYmovies.it : l'ndice di gradimento medio del film tra pubblico, critica e dizionari è di 3,67/5.
- Metacritic: il film ha ottenuto un punteggio di 82/100, basato su 19 critiche ("universal acclaim")[5]
- Rottentomatoes: il film ha ottenuto un punteggio medio di 7.4/10, basato su 81 recensioni della critica[6]

## Riconoscimenti
- 2014 - AFI Fest : selezione « World Cinema »[7]
- 2014 - 62º Festival internazionale del cinema di San Sebastián : selezione ufficiale[8]
- 2014 - Toronto International Film Festival : selezione « Special Presentations »
- 2014 - London Film Festival : selezione ufficiale
- 2015 - IndieLisboa – Festival Internacional de Cinema Independente : selezione ufficiale[9]